# 2009 chez Disney
Cet article présente la liste des évènements de la Walt Disney Company ayant eu lieu en 2009.

## Événements

### Janvier
- 8 janvier 2009, Disney annonce avoir obtenu les droits exclusifs de diffusion sur deux événements liés à l'entrée en fonction le 20 janvier 2009 de Barack Obama comme Président des États-Unis, Kids Inaugural: We Are the Future un concert de 90 min sur Disney Channel et Neighborhood Inaugural Ball un direct de 2 heures sur les festivités d'après le discours officiel
- 10 janvier 2009
  - Disney officialise le « Shanghai Disneyland » en annonçant avoir fait une proposition de construction au gouvernement chinois[1]
  - lors du CES 2009, Disney lance le jeu Disney Star Guitarist
- 17 janvier 2009, Disney annonce pour 2011 un agrandissement de 30 % du parc Hong Kong Disneyland ainsi qu'une nouvelle attraction[2]
- 21 janvier 2009, Walt Disney Parks and Resorts demande le départ de 600 responsables pour une autre division, et prévoit des licenciements si le nombre de départ n'est pas atteint[3]
- 23 janvier 2009, le Disney-ABC Television Group annonce la fusion d'ABC Entertainment et ABC Studios[4]
- 22 janvier 2009, Disney Publishing Worldwide arrête le magazine Wondertime au profit de FamilyFun[5]
- 27 janvier 2009
  - Verizon annonce l'extension de ses services de vidéo sur téléphone ave Disney, ABC et ESPN[6]
  - Comcast annonce le lancement du service de VOD Disney Family Movies[7]
- 30 janvier 2009, le Disney-ABC Television Group annonce 200 suppressions d'emploi et 200 non-renouvellements de postes au sein des filiales d'ABC[8]
- 31 janvier 2009, Disney Interactive Studios prévoit le licenciement de plusieurs dizaines d'employés de ses studios[9] et fusionne Fall Line Studios fusionne avec Avalanche Software[10]

### Février
- 8 février 2009, Steven Spielberg annonce achever la signature d'un contrat de 6 ans pour accorder à Disney la distribution de 30 films de DreamWorks SKG[11],[12]
- 12 février 2009
  - Disney France annonce le renommage pour le 1er avril 2009 de Jetix France en Disney XD France[13],[14]
  - Renommage de Toon Disney en Disney XD[15]
- 14 février 2009, Ouverture de l'attraction The American Idol Experience dans le parc Disney's Hollywood Studios, en Floride[16],[17]
- 19 février 2009, WDIG annonce l'achat du site créatif pour enfant Kerpoof[18]
- 20 février 2009
  - la commission anti-monopole russe suspend l'achat par Disney de 49 % du groupe russe Media One[19]
  - Disney et la société sud-coréenne SK Telecom annonce un contrat de VOD sur téléphone mobile[20]
- 27 février 2009,  Jetix Europe annonce que Disney détient 99,8 % de ses actions et l'arrêt de la cotation à la bourse Euronext[21]

### Mars
- 2 mars 2009, La construction du premier des deux nouveaux bateaux de Disney Cruise Line a été annoncée à Papenburg dans les chantiers de Meyer Werft[22],[23]
- 3 mars 2009
  - Walt Disney Pictures dévoile le synopsis de Tr2n sorti en 2011.
  - Disney prévoit un quatrième opus pour High School Musical
  - Diego Lerner, ancien président de Disney Latin America est nommé président de Walt Disney International EMEA, et Claudio Chiaromonte prend sa place[24]
  - la société exploitant les Virgin Megastore américains annonce la fermeture de ses six derniers magasins dont celui de Downtown Disney West Side[25]
  - Fanzter reçoit une seconde levée de fonds de 2 millions d'USD par Second Avenue Partners et Steamboat Ventures[26],[27].
- 6 mars 2009, le groupe Daft Punk est annoncé comme compositeur de la musique de Tron : L'Héritage
- 9 mars 2009, Disney annonce de nouveaux objectifs afin de réduire ses émissions de carbone
- 10 mars 2009
  - Disney lance D23 un site communautaire de fans de Disney, payant et supervisé par la société.
  - la société YouPlus décide d'éditer des jeux pour Facebook et procède à son renommage en Playdom[28]
- 11 mars 2009
  - Disney Interactive Studios annonce un nouveau jeu vidéo de voiture Split/Second Velocity[29]
  - Disney Cruise Line dévoile les noms de ses deux prochains navires Disney Dream et Disney Fantasy[30]
- 23 mars 2009, Walt Disney Japan dépose une candidature pour opérer une chaîne numérique satellite gratuite à partir de 2011[31]
- 28 mars 2009, Disney annonce un possible achat d'actions du site Hulu.com, spécialisé dans la diffusion de vidéo à la demande par internet et détenu par News Corp. et NBC Universal

### Avril
- 2 avril 2009
  - Disney Online rachète la partie nord-américaine du site Kaboose, la partie britannique étant rachetée par Barclays Private Equity[32]
  - Citadel Communications décide de renommer ABC Radio en Citadel Media[33]
- 4 avril 2009, en raison de la situation économique, Walt Disney Parks and Resorts annonce la suppression de 1 900 postes aux États-Unis sur 80 000[34]
- 6 avril 2009, 
  - le Walt Disney Family Museum, un projet de musée à San Francisco de 112 millions de $, annonce son ouverture pour l'automne 2009
  - Première retransmission depuis le studio ESPN de Los Angeles avec l'édition d'une heure du matin de SportsCenter[35],[36],[37]
- 10 avril 2009, d'après le journal The Vancouver Sun, Disney aurait budgétisé 300 millions de $ pour produire le film Tr2n
- 15 avril 2009, Disney Publishing Worldwide annonce le lancement d'une publication de bandes dessinées Disney en Inde à la fois en anglais et en hindi[38]
- 22 avril 2009
  - Sortie du film Un jour sur Terre de Disneynature
  - à l'occasion de la Journée de la Terre et de la sortie du film Un jour sur Terre de Disneynature, Disney annonce la plantation de plus de 500 000 arbres dans des zones menacées dont la forêt amazonienne[39]
- 29 avril 2009, grâce au succès du film Un jour sur Terre, le studio Disney révise le nombre d'arbres qu'il va planté à 2,7 millions, un par spectateur[40]
- 30 avril 2009, ABC, Inc (Disney) a annoncé prendre une participation de 27 % dans le site internet de vidéo à la demande Hulu[41]

### Mai
- 2 mai 2009, le gouvernement de Hong Kong et Disney seraient proche d'un accord pour étendre le complexe Hong Kong Disneyland Resort
- 9 mai 2009, la SNCF annonce un partenariat avec Disneyland Paris pour l'animation des espaces familiaux au sein des TGV[42]
- 12 mai 2009
  - Thomas Staggs, directeur financier de Disney, revend 75 000 actions pour 1,9 million de $US
  - M&M's et Disney Consumer Products s'associent pour distribuer des chocolats ronds décorés de personnages Disney et Pixar
  - le film d'animation Là-haut (Disney-Pixar) ouvre le festival de Cannes 2009.
- 18 mai 2009, Wayne Allwine, acteur américain né en 1947 et voix officielle anglophone de Mickey Mouse depuis 1983 décède.
- 19 mai 2009
  - la chaîne de télévision espagnole Cuatro annonce l'achat de plusieurs séries de Disney-ABC-ESPN
  - Disney annonce avoir acheté un terrain de 11 acres (44 515 m2) au sein du complexe National Harbor de Washington DC pour en faire un hôtel Disney Vacation Club[43]
- 20 mai 2009, Disneyland Paris ouvre son service de billetterie étendue, Pluto2 en avant-première aux agences Selectour[44]
- 21 mai 2009, Disney annonce l'installation pour le 4 juillet 2009 d'un audio-animatroncis du président américain Barack Obama dans l'attraction Hall of Presidents au Magic Kingdom de Walt Disney World Resort
- 25 mai 2009
  - Euro Disney SCA annonce un partenariat avec le Crédit mutuel[45]
  - Fermeture de l'attraction Mickey Mouse Revue à Tokyo Disneyland
- 26 mai 2009
  - Disneyland Paris est désormais visible en 3D dans Google Earth
  - Disney annonce le renommage des chaines Jetix d'Europe centrale (Hongrie, Roumanie, République tchèque, Slovaquie et Bulgarie) en Disney Channel[46]
- 31 mai 2009, un teaser de Toy Story 3 est diffusé par Entertainment Tonight.

### Juin
- 1er juin 2009
  - Disney Channel annonce une quatrième saison pour Hannah Montana
  - Disney Consumer Products annonce le développement de ses licences présentes sur Disney Channel dont un film de Winnie l'ourson, de nouveaux épisodes de Manny et ses outils[47]
  - à la suite du rachat le 2 avril de la partie nord-américaine du site Kaboose, Disney Online crée une division Disney Online Mom and Family Portfolio[48]
- 2 juin 2009, Disney Interactive Studios dévoile sa gamme de jeux 2009 à l'Electronic Entertainment Expo[49]
- 4 juin 2009
  - le site internet de VOD Vudu annonce l'obtention de 69 films Disney distribués par Walt Disney Studios Entertainment[50]
  - Disney Media Networks serait en négociation avec NBC Universal et Hearst Corporation pour créer une société commun regroupant leurs intérêts dans 10 chaînes câblées dont A&E, Lifetime et History[51]
- 8 juin 2009, la chaine Toon Disney japonaise doit être renommée Disney XD[52]
- 11 juin 2009
  - Disney dément les rumeurs de rachat du groupe britannique Setanta
  - Disney Publishing Worldwide annonce le renommage de FamilyFun en Disney FamilyFun[53]
- 15 juin 2009, la chaine Jetix britannique doit être renommée Disney XD[54]
- 16 juin 2009, Disney Electronics et ASUSTeK Computer annoncent un portable pour les enfants[55]
- 18 juin 2009
  - Disney annonce les noms des directeurs du groupe issu de la fusion en janvier 2009 de ABC Television Studio et de ABC Entertainment.
  - Playdom nomme un nouveau PDG, John Pleasants, ancien numéro 2 d'Electronic Arts[56]
- 21 juin 2009, Walt Disney World Resort lance un service de réservation en ligne de ses restaurants[57]
- 22 juin 2009, ESPN récupère les droits de retransmission de certains matchs du Championnat d'Angleterre de football détenus par Setanta Sports[58]
- 23 juin 2009, Fanzter achète la société Mustache Inc basée à Richmond (Virginie)[59].
- 30 juin 2009, Disney et le gouvernement de Hong Kong annoncent les extensions du parc Hong Kong Disneyland[60]

### Juillet
- 4 juillet 2009, l'attraction Hall of Presidents rouvre avec un audio-animatronic de Barack Obama
- 5 juillet 2009, une collision de deux trains du Walt Disney World Monorail a provoqué la mort du jeune chauffeur âgé de 21 ans[61]
- 6 juillet 2009
  - le site Hulu diffuse pour la première fois une production d'ABC, un épisode de Grey's Anatomy
  - début de l'émission SportsNation sur ESPN2[62]
- 7 juillet 2009, la chaîne ESPN America britannique est renommée ESPN afin de diffuser des matchs du Championnat d'Angleterre de football[63]
- 8 juillet 2009
  - Randall Wallace est annoncé comme nouveau scénariste pour un remake de Vingt Mille Lieues sous les mers[64]
  - Novotel, filiale de Accor a signé un accord avec Walt Disney Studios Motion Pictures International et Microsoft pour améliorer les services fournis aux familles[65]
- 10 juillet 2009, le parlement de Hong Kong approuve l'extension du parc Hong Kong Disneyland et les autres investissements du Hong Kong Disneyland Resort d'un montant total de 795 millions de $[66]
- 13 juillet 2009, Disney-ABC-ESPN Television et NRJ 12 annonce un accord de diffusion des exclusivités de Disney Channel France sur la chaine NRJ12 à partir du 24 août 2009[67]
- 15 juillet 2009
  - Disney-Jetix revend au groupe indépendant Switchover Media fondé le même jour, les chaines italiennes GXT et K-2[68],[69]
  - Disney serait en cours de négociation pour participer au refinancement de DreamWorks, à hauteur de 175 millions de $ sur un total de 825 millions[70]
- 19 juillet 2009, ESPN lance trois sites internet consacrés aux actualités sportives locales de New York, Los Angeles et Dallas[71]
- 20 juillet 2009, UTV annonce la fusion des actions de UTV Motion Pictures, crée comme une filiale indépendante, au sein d'UTV Software Communications[72]
- 22 juillet 2009
  - Disney Store annonce la fermeture de 9 des 13 boutiques françaises restantes avec 97 suppressions de postes[73]
  - Walt Disney Studios Distribution annonce la commercialisation au Japon de films au format MicroSD, fournies par Panasonic[74]
- 24 juillet 2009, Sortie nationale du film Mission-G aux États-Unis
- 29 juillet 2009, Warren Spector dévoile des concepts arts pour le projet Epic Mickey développé par Junction Point Studios[75]
- 30 juillet 2009, Namco Bandai annonce devenir le distributeur des jeux de Disney Interactive Studios au Benelux[76]

### Août
- 1er août 2009, Disney annonce des résultats pour le troisième trimestre 2009 en chute de 26 % pour son chiffre d'affaires et de 7 % pour le résultat net
- 3 août 2009
  - la société Netflix, concurrente de TiVo, annonce un accord de distribution avec Disney-ABC Television Group[77]
  - ESPN lance la chaîne ESPN UK au Royaume-Uni[78]
- 4 août 2009, Ouverture de la Bay Lake Tower au Disney's Contemporary Resort[79]
- 5 août 2009, Playdom édite la première suite d'un jeu social, Mobster 2[80]
- 26 août 2009, la construction du Disney Dream, troisième navire de la Disney Cruise Line, a débuté à Papenburg[81]
- 27 août 2009, A&E Television Networks annonce le rachat de Lifetime Entertainment[82]
- 31 août 2009, 
  - Renommage effectif de Jetix UK (Royaume-Uni) en Disney XD UK[83]
  - Disney annonce le rachat de Marvel Entertainment pour 4 milliards de dollars[84]

### Septembre
- 1er septembre 2009, Disney Cruise Line annonce une extension des prestations de Castaway Cay[85]
- 6 septembre 2009, la société Luxo engage un procès contre Disney-Pixar pour la commercialisation de lampes et de la création d'un audio-animatronic au parc Disney's Hollywood Studios, basés sur le court métrage Luxo Jr. (1986) mettant en scène des lampes de bureau reprenant le design de la marque[86]
- 8 septembre 2009, Disney Interactive Studios rachète le studio Wideload Games[87]
- 10 septembre 2009, Walt Disney Animation Studios annonce le début de la production d'un nouveau film de Winnie l'ourson prévu pour 2011.
- 10 septembre 2009, Première D23 Expo à Anaheim en Californie
- 11 septembre 2009, Disney Cruise Line annonce que le Disney Wonder effectuera en 2011 des croisières depuis Vancouver jusqu'en Alaska[88]
- 12 septembre 2009, Disney annonce l'agrandissement du Fantasyland du Magic Kingdom (en Floride) et l'ouverture de Star Tours 2 en 2011 à Disneyland en Californie et aux Disney's Hollywood Studios de Floride[89]
- 17 septembre 2009, Square Enix devient le distributeur des jeux de Disney Interactive Studios pour le Japon, hors consoles Microsoft[90]
- 19 septembre 2009, Dick Cook quitte son poste de président des Walt Disney Studios après 38 ans de travail chez Disney[91]
- 21 septembre 2009, le China Security Journal annonce que le projet Shanghai Disneyland est toujours en négociation[92]
- 22 septembre 2009, Disney-ABC Television Group (DATG) signe un accord avec Getty Images, cette dernière devenant l'agent pour la distribution de toutes les images détenues par DTAG[93]
- 23 septembre 2009, une nouvelle aile ouvre au sein de l'hôtel Disney's Grand Californian Resort avec 203 chambres et 50 villas Disney Vacation Club[94]
- 29 septembre 2009
  - Disney Publishing Worldwide et Panini signent un accord pour l'édition de publications Disney par Panini en Europe[95]
  - Disney Publishing Worldwide lance le site www.DisneyDigitalBooks.com offrant des livres Disney numérisés[96]
- 30 septembre 2009, Disney gagne un procès contre la famille de Stephen Slesinger à propos des royalties de Winnie l'ourson[97]

### Octobre
- 1er octobre 2009
  - Ouverture du Walt Disney Family Museum dans le Présidio de San Francisco en Californie[98]
  - Rich Ross est nommé à la tête de Walt Disney Studios Entertainment[99]
- 2 octobre 2009
  - une nouvelle Disney Gallery ouvre dans la banque de Main Street, USA à Disneyland[100]
  - Walt Disney World Resort offre une parcelle de 50 acres pour construire la gare du futur TGV floridien, Florida High Speed Rail[101]
- 3 octobre 2009,  Disney annonce une réduction des productions et du personnel de Miramax à partir de 2010[102]
- 8 octobre 2009, le jeu Epic Mickey est officiellement annoncé comme une exclusivité sur la Wii[103]
- 12 octobre 2009
  - Disney intègre le site Ideal Bite au sein du Disney Interactive Media Group[104]
- 13 octobre 2009, Disney annonce un nouveau concept pour ses Disney Store nommé Imagination Park basé sur celui des Apple Store[105]
- 14 octobre 2009, Sortie nationale du film Mission-G en France
- 16 octobre 2009, Le Walt Disney World Monorail prévoit de créer une nouvelle rame de couleur sarcelle (bleu-vert) en utilisant les parties non abîmées des rames rose et mauve accidentées en juillet[106]
- 18 octobre 2009, Disney Consumer Products et Kirstie Kelly dévoile dans le cadre du programme Disney's Fairy Tale Weddings, une robe de mariée inspirée de Tiana, l'héroïne de La Princesse et la Grenouille (2009)[107]
- 21 octobre 2009
  - Disney annonce Keychest, une gestion des droits numériques multiplateforme[108]
  - Disney annonce rembourser les clients mécontents du caractère non-éducatif des vidéos Baby Einstein après avoir perdu un procès aux États-Unis[109]
- 22 octobre 2009, Disney Consumer Products et Kirstie Kelly dévoilent six bagues de mariage et anneaux de fiançailles dans le cadre du programme Disney's Fairy Tale Weddings[110]
- 29 octobre 2009, 
  - Sortie du film The Book of Masters première production de Walt Disney Pictures en Russie par sa filiale locale Disney CIS[111],[112]
  - Disney annonce la création d'un studio au sein du Golden Oak Ranch baptisé Disney-ABC Studios at the Ranch[113]
- 30 octobre 2009
  - Daniel Battsek quitte son poste de pdg de Miramax Films[114]
  - Disney Cruise Line dévoile son troisième navire: Disney Dream[115],[116]

### Novembre
- 2 novembre 2009, Hyperion Books annonce The Kane Chronicles, nouvelle série de Rick Riordan, pour mai 2010
- 3 novembre 2009
  - Disney a annoncé l'approbation du projet Shanghai Disneyland par le gouvernement chinois[117]
  - Disney annonce offrir 7 millions de $ pour la préservation de la forêt dont 4 pour le Congo et le Pérou[118]
- 4 novembre 2009, Merscom annonce une diversification de sa production vers les jeux sociaux pour Facebook et Myspace[119]
- 5 novembre 2009, le complexe sportif du Walt Disney World Resort sera renommé ESPN en février 2010[120]
- 6 novembre 2009, Sortie du film Le Drôle de Noël de Scrooge
- 10 novembre 2009, Mark Zoradi président de Walt Disney Studios Entertainment quitte son poste après 29 ans de carrière chez Disney[121]
- 11 novembre 2009, Playdom finalise une augmentation de capital à 43 millions d'USD grâce à des sociétés de capital risque comme New Enterprise Associates (NEA), Lightspeed Venture Partners et Norwest Venture Partners[122]
- 12 novembre 2009, Playdom acquiert deux studios de développement, Green Patch et Trippert Labs[123]
- 13 novembre 2009, Jay Rasulo (pdg) et Tom Staggs (CFO) échangent leurs fonctions à la tête de la division Walt Disney Parks and Resorts[124]
- 16 novembre 2009, Disney lance avec Verizon un service d'aide aux visiteurs dans les parcs de Floride[125]
- 17 novembre 2009, Walt Disney Pictures suspend la production du remake de Vingt Mille Lieues sous les mers (1954)[126]
- 24 novembre 2009, Carolina Lightcap, ancienne vice-présidente de Disney Channel Latin America est nommée présidente de Disney Channel Worldwide[127]
- 26 novembre 2009, ESPN Deportes annonce qu'elle diffusera la coupe du monde de football de 2014 aux États-Unis avec des commentaires en portugais alors que les droits en espagnol ont été attribués à Univision Network[128]
- 28 novembre 2009, ITV rachète pour 22 millions de £ les 25 % de GMTV détenus par Disney[129]

### Décembre
- 2 décembre 2009, Marvel Entertainment annonce que le vote final pour son rachat par Disney aura lieu le 31 décembre 2009[130]
- 3 décembre 2009, WDIG annonce la fermeture le 9 décembre 2009 du site Ideal Bite, le contenu intégrant Family.com et la plupart des employés étant licenciés[131],[132]
- 4 décembre 2009, Walt Disney Television Animation annonce le triplement de ses investissements dans la production de séries d'animation pour le marché EMEA avec deux séries pour Disney Channel, quatre pour Disney XD et une pour Playhouse Disney[133]
- 7 décembre 2009, David Maisel annonce son départ du poste de pdg du Marvel Studios après le rachat par Disney[134]
- 8 décembre 2009, Première diffusion du court métrage Lutins d'élite, mission Noël sur ABC[135]
- 11 décembre 2009
  - Sortie du film La Princesse et la Grenouille aux États-Unis
  - Oriental Land Company annonce la vente possible des Disney Store japonaises à Disney[136]
- 16 décembre 2009, Décès de Roy Edward Disney neveu de Walt et ancien président de Walt Disney Animation Studios[137]
- 19 décembre 2009, à la suite du décès de Michael Jackson, l'attraction Captain Eo sera présentée à Disneyland à partir de février 2010[138],[139]
- 20 décembre 2009, Citadel Communications, propriétaire d'ABC Radio depuis 2006, se déclare en faillite[140],[141]
- 22 décembre 2009, Disney-ABC Television Group annonce un partenariat avec Apple pour de la télévision payante sur iTunes, avec du contenu provenant de Disney Channel et ABC[142]
- 23 décembre 2009, Sheryl Sandberg, COO de Facebook, est nommée au directoire de la Walt Disney Company[143]
- 31 décembre 2009, les actionnaires de Marvel Entertainment approuvent le rachat par Disney pour une valeur estimée de 4,3 milliards de dollars[144]